# 25e division d'infanterie (Empire allemand)
Pour les articles homonymes, voir 25e division.
La 25e division d'infanterie ou division du Grand-Duché de Hesse est une unité de l'armée allemande qui participe à la guerre franco allemande de 1870 et à la Première Guerre mondiale. Au déclenchement du conflit, la division forme avec la 21e division d'infanterie le 18e corps d’armée rattaché à la 4e armée. La division participe à la bataille des frontières, puis à la bataille de la Marne. Du mois d'octobre 1914 jusqu'en janvier 1916, la division occupe un secteur dans la région de la Somme.
En février 1916, la 25e division d'infanterie fait partie des troupes engagées dans la bataille de Verdun ; au cours de l'année elle combat sur la Somme. En 1917, elle est engagée dans la bataille de Passchendaele puis occupe un secteur dans les Flandres. En 1918, la division participe à l'offensive Michael, puis à partir de l'été aux combats défensifs de l'armée allemande. À la fin du conflit, la division est transférée en Allemagne où elle est dissoute au cours de l'année 1919.

## Guerre franco-allemande de 1870

### Composition en 1870
- 49e brigade d'infanterie

1er régiment garde du corps du Grand-Duché de Hesse
2e régiment d'infanterie du Grand-Duché de Hesse
1er bataillon de jäger de la Garde
- 50e brigade d'infanterie (de)

3e régiment d'infanterie du Grand-Duché de Hesse
4e régiment d'infanterie du Grand-Duché de Hesse
2e bataillon de jäger garde du corps
- 25e brigade de cavalerie

1er régiment de cavalerie lourde du Grand-Duché de Hesse
2e régiment de cavalerie lourde du Grand-Duché de Hesse

### Historique
Durant la guerre franco-allemande de 1870, la 25e division d'infanterie est associée avec la 18e division d'infanterie pour former le IXe corps d'armée et combat à la bataille de Mars-la-Tour, puis à la Bataille de Saint-Privat. Elle est ensuite employée lors du siège de Metz. Après la reddition de la ville, la 25e division est engagée dans les batailles de Noisseville et d'Orléans.

## Première Guerre mondiale

### Composition
Les hommes formant la 25e division d'infanterie proviennent du Grand-Duché de Hesse, ainsi que des 18e, 7e et 8e districts.

#### Temps de paix, début 1914
- 49e brigade d'infanterie (1re brigade d'infanterie du Grand-Duché de Hesse) (Darmstadt)

115e régiment d'infanterie (de) (Darmstadt)
116e régiment d'infanterie (de) (Giessen)
168e régiment d'infanterie (Offenbach-sur-le-Main), (Butzbach), (Friedberg)
- 50e brigade d'infanterie (2e brigade d'infanterie du Grand-Duché de Hesse) (Mayence)

117e régiment d'infanterie (de) (Mayence)
118e régiment d'infanterie (de) (Worms)
- 25e brigade de cavalerie (brigade de cavalerie du Grand-Duché de Hesse) (Darmstadt)

23e régiment de dragons de la Garde (Darmstadt)
24e régiment de dragons du Corps (de) (Darmstadt)
- 25e brigade d'artillerie de campagne (de) (Darmstadt)

25e régiment d'artillerie de campagne (Darmstadt)
61e régiment d'artillerie de campagne (Darmstadt)

#### Composition à la mobilisation - 1915
- 49e brigade d'infanterie

115e régiment d'infanterie du Corps de la Garde
116e régiment d'infanterie
- 50e brigade d'infanterie

117e régiment d'infanterie du Corps
118e régiment d'infanterie
- 25e brigade d'artillerie de campagne

25e régiment d'artillerie de campagne
61e régiment d'artillerie de campagne
- 6e régiment de dragons

#### 1916
- 49e brigade d'infanterie

115e régiment d'infanterie du Corps de la Garde
116e régiment d'infanterie
117e régiment d'infanterie du Corps
- 25e brigade d'artillerie de campagne

25e régiment d'artillerie de campagne
61e régiment d'artillerie de campagne
- 3 escadrons du 6e régiment de dragons

#### 1917
- 49e brigade d'infanterie

115e régiment d'infanterie du Corps de la Garde
116e régiment d'infanterie
117e régiment d'infanterie du Corps
- 25e commandement d'artillerie divisionnaire

61e régiment d'artillerie de campagne

#### 1918
- 49e brigade d'infanterie

115e régiment d'infanterie du Corps de la Garde
116e régiment d'infanterie
117e régiment d'infanterie du Corps
- 25e commandement d'artillerie divisionnaire

25e régiment d'artillerie de campagne
1er bataillon du 24e régiment d'artillerie à pied de réserve

### Historique
Au déclenchement du conflit, la 25e division d'infanterie forme avec la 21e division d'infanterie le XVIIIe corps d'armée rattaché à la IVe armée allemande.

#### 1914 - 1915
- 3 - 10 août : la 50e brigade d'infanterie est placée à Kœnigsmacker et effectue la couverture de la frontière pendant la concentration des autres unités.
- 11 - 19 août : la division est reformée, puis pénètre au Luxembourg.
- 20 - 23 août : entrée en Belgique, engagée dans la bataille des Ardennes, combat dans la région de Neufchâteau et de Maissin.
- 24 - 29 août : entrée en France, la Meuse est franchie le 27 août vers Mouzon.
- 30 août - 5 septembre : poursuite des armées françaises.
- 6 - 10 septembre : engagée dans la bataille de la Marne, (bataille de Vitry) combat entre Vitry-le-François et Sermaize-les-Bains.
- 11 - 22 septembre : repli, puis occupation d'un secteur au nord-ouest de Reims le long du canal de l'Aisne à la Marne.
- 23 septembre - 6 octobre : retrait du front, mouvement par V.F. de Laon vers Ham.
- 7 octobre 1914 - 15 octobre 1915 : occupation d'un secteur du front le long de la route reliant Lihons à Chaulnes.

mars 1915 : le 118e régiment d'infanterie est transférée à la 56e division d'infanterie nouvellement créée.
décembre 1915 - 31 janvier 1916 : retrait du front, repos et instruction dans la région de Busigny.

#### 1916
- 1er - 20 février : mouvement vers la région de Verdun, repos.
- 21 février - 10 mars : la division fait partie des troupes en première ligne engagées dans la bataille de Verdun dans le secteur à l'ouest du village de Douaumont, la division est bloquée devant le village. Le 9 mars, plusieurs attaques repoussées par les troupes françaises sur la ferme d'Haudremont.
- 11 mars - 9 avril : retrait du front ; repos et réorganisation.
- 10 - 28 avril : engagée à nouveau dans la bataille de Verdun, attaque dans le secteur du bois de la Caillette avec de fortes pertes[n 1].
- 29 avril - 10 septembre : retrait du front, transfert vers l'Aisne ; occupation à partir du 15 mai d'un secteur du front dans la région de Craonne.
- 10 septembre - 1er octobre : retrait du front, la division est ensuite engagée dans la bataille de la Somme, elle subit de fortes pertes.
- 2 octobre - 14 novembre : retrait du front, transfert par V.F. et occupation d'un secteur vers Apremont-la-Forêt et la forêt d'Ailly[2].
- 15 novembre 1916 - 16 mars 1917 : mouvement vers la Somme, engagée à nouveau dans la bataille de la Somme au nord de Chaulnes, puis organisation du secteur.

#### 1917
- 16 - 20 mars : participe à l'opération Alberich, la division se replie sur la ligne Hindenburg par Villecourt, Matigny, Douilly, Douchy et Roupy[4].
- 21 mars - 31 mai : occupation d'un nouveau secteur compris entre Savy et Dallon.
- 1er juin - 2 juillet : retrait du front ; repos dans la région de Neuvillette et de Bernot.
- 2 juillet - 15 septembre : en première ligne, occupation d'un secteur dans la région de Itancourt.

18 juillet : attaque locale sur le saillant du Moulin de Tous Vents près de Saint-Quentin.
- 15 septembre - 13 octobre : retrait du front, mouvement vers les Flandres ; à partir du 20 septembre engagée dans la bataille de Passchendaele.
- 14 octobre - 4 novembre : retrait du front, repos dans la région de Gand.
- 5 novembre 1917 - 12 février 1918 : engagée à nouveau dans la bataille de Passchendaele ; à partir du 4 décembre organisation et occupation du secteur du front à l'est de Passchendaele.

#### 1918
- 12 février - 15 mars : retrait du front, transport par V.F. de Iseghem vers Givry, puis par marche vers Bavay ; repos et instruction. La division réalise des exercices en liaison avec des tanks allemands.
- 16 - 21 mars : mouvement par étapes de Pommereuil au Cateau, puis vers Busigny pour atteindre Becquigny. Le 19 mars, la division est à Wiancourt et atteint la ligne de front le 21 mars vers Le Verguier[4].
- 21 - 30 mars : engagée dans l'offensive Michael, la division subit de fortes pertes durant cette période.
- 31 mars - 12 avril : mouvement de rocade, occupation d'un secteur au sud-ouest de Rosières-en-Santerre.
- 12 - 26 avril : retrait du front, mouvement par étapes vers la région de Lille[n 2].
- 26 avril - 6 mai : relève de la 240e division d'infanterie (de) dans le secteur de Hinges[5].
- 6 mai - 4 juillet : retrait du front, relevée par la 36e division de réserve[5], repos dans la région de Douai.
- 5 juillet - 10 août : occupation en alternance avec la 16e division d'infanterie d'un secteur au nord de la Lys et de repos vers Laventie[5].
- 11 août - 5 septembre : retrait du front, mouvement vers Montauban, engagée à partir du 21 août dans la 2e bataille de la Somme, la division est successivement repoussée sur Hardecourt-aux-Bois, sur Combles puis le bois de Saint-Pierre de Vaast[n 3].
- 5 septembre - 8 octobre : retrait du front, repos dans le secteur de Bohain-en-Vermandois et de Malincourt.
- 9 - 28 octobre : en ligne dans le secteur de Briastre à l'est de Cambrai.
- 29 octobre - 11 novembre : mouvement vers le nord de Valenciennes, en ligne combats défensifs. Après la signature de l'armistice, la division est transférée en Allemagne où elle est dissoute au cours de l'année 1919.

## Chefs de corps
| Grade                                               | Nom                                   | Date                                |
| --------------------------------------------------- | ------------------------------------- | ----------------------------------- |
| Generalleutnant                                     | Louis IV de Hesse                     | 7 avril 1867 - 25 juin 1877         |
| Generalmajor/Generalleutnant                        | Hermann von Wichmann                  | 26 juin 1877 - 3 mars 1879          |
| Generalmajor/Generalleutnant/General der Kavallerie | Henri de Hesse-Darmstadt              | 4 mars 1879 - 6 juillet 1887        |
| Generalmajor/Generalleutnant                        | Friedrich von Wißmann (de)            | 7 juillet 1887 - 31 décembre 1889   |
| Generalleutnant                                     | Adolf von Bülow                       | 1er décembre 1890 - 26 janvier 1895 |
| Generalleutnant                                     | Heinrich von Goßler                   | 27 janvier 1895 - 26 août 1896      |
| Generalleutnant                                     | Friedrich von Müller                  | 27 août 1896 - 31 mars 1898         |
| Generalleutnant                                     | Wilhelm Schilling von Canstatt (de)   | 1er avril 1898 - 8 janvier 1900     |
| Generalleutnant                                     | Georg von Perbandt (de)               | 9 janvier 1900 - 18 juin 1902       |
| Generalleutnant                                     | Karl von Gall (de)                    | 19 juin 1902 - 15 octobre 1906      |
| Generalleutnant                                     | Hermann von Strantz                   | 16 octobre 1906 - 2 avril 1911      |
| Generalleutnant                                     | Otto von Plüskow                      | 3 avril 1911 - 31 décembre 1913     |
| Generalleutnant                                     | Walther von Lüttwitz                  | 1er janvier - 1er août 1914         |
| Generalmajor/Generalleutnant                        | Viktor Kühne                          | 2 août 1914 - 3 septembre 1916      |
| Generalmajor/Generalleutnant                        | Hermann von Dresler und Scharfenstein | 4 septembre 1916 - 19 mai 1919      |